# آسیب‌شناسی از راه دور
آسیب‌شناسی از راه دور یا تله پاتولوژی (به انگلیسی: Telepathology) ارائه خدمات پاتولوژی از راه دور می‌باشد. تله پاتولوژی یکی از شاخه‌های سلامت از راه دور می‌باشد که با کمک فناوری‌های ارتباطی تصاویر ماکروسکوپی و میکروسکوپی پاتولوژی را به مراکز مرتبط مانند بیمارستان‌ها، آزمایشگاه‌ها، مراکز آموزشی و تحقیقاتی یا هر مکان دیگری در سراسر دنیا ارسال می‌کند. ارسال این تصاویر می‌تواند با اهدافی همچون تشخیص اولیه (تشخیص از راه دور)، مشورت برای نظر ثانویه متخصص (مشاوره از راه دور)، تضمین کیفیت، آموزش یا اهداف تحقیقاتی باشد. در واقع پاتولوژیست از راه دور عکس‌های دیجیتال یا آنالوگ دریافتی بر روی نمایشگر رایانه یا تلفن همراه را تفسیر می‌کند. با گسترش دسترسی به اینترنت و ارتباطات با پهنای باند وسیع اشتراک گذاری عکس‌ها در سراسر دنیا امکان‌پذیر شد. این امر موجب شد تا تعداد بسیاری از آزمایشگاه‌ها در نقاط مختلف جهان با دسترسی به متخصصین، خدمات پاتولوژی دریافت کنند. به خصوص در روستاها و مناطقی که با کمبود خدمات پزشکی و پاتولوژیست روبرو هستند مؤثر خواهد بود. در این مناطق، نه تنها خدمات تشخیصی مورد نیاز می‌باشد بلکه می‌توان از طریق تله پاتولوژی به آموزش نیروهای جدید هم پرداخت. تبادل خدمات پاتولوژی بین مراکز حتی در فواصل نزدیک موجب ارتقاء کارایی خدمات می‌شود.

## فهرست نام‌های تله پاتولوژی
در برخی منابع کلمات پاتولوژی دیجیتال (Digital pathology) و تصویربرداری تمام-اسلاید (Whole-slide imaging) با تله پاتولوژی مترادف در نظر گرفته شده‌است. در حالیکه پاتولوژی دیجیتال حوزه وسیع تری از انفورماتیک پاتولوژی را در بر می‌گیرد. برخی صنایع پیشرو کلمه پاتولوژی دیجیتال را ارجح می‌دانند زیرا پیش‌بینی می‌کنند در آینده فرم‌های متعددی از تصویربرداری پزشکی به خطوط تولید محصولات تصویربرداری دیجیتال افزوده خواهد شد. در سال ۱۹۸۶، اصطلاح تله پاتولوژی وارد متون علمی شد و در منابع علمی کلمه تله پاتولوژی کاربرد فراوان تری نسبت به سایر کلمات دارد. برخلاف شرکت‌های تله رادیولوژی که برای روش‌های متفاوت تصویربرداری مانند X-rays، CT، PET و MRI سرویس‌های تشخیصی گوناگونی را فراهم کرده‌اند، در تله پاتولوژی تنها از میکروسکوپ‌های نوری برای تشخیص استفاده می‌شود. در حالیکه سایر تکنیک‌ها هم کاربرد فراوانی در تشخیص دارند.

## تاریخچه تله پاتولوژی
تله پاتولوژی تاریخچه طولانی و پر رویدادی دارد. اولین رویداد تاریخ تله پاتولوژی در سال ۱۹۶۸ رخ داد که تصاویر سیاه و سفید تلویزیونی از اسمیر خون و نمونه‌های ادرار از فرودگاه لوگان در بوستون به بیمارستان عمومی ماساچوست برای تفسیر ارسال می‌شد. بیش از ۱۰۰۰ پرونده از این طریق انجام شد. شایان ذکر است که از اوایل دهه ۱۹۵۰ پژوهش در زمینه میکروسکوپ تصویری (Video microscopy) با کیفیت بالا (مانند Television microscopy) آغاز شده بود و تا سال ۱۹۶۰ در تحقیقات و آزمایشگاه‌ها استفاده می‌شد. در سال ۱۹۸۶، اصطلاح تله پاتولوژی وارد متون علمی شد و تا سال ۲۰۱۶، بیش از ۱٬۰۰۰ مقاله و ۱۳۷ اختراع در آمریکا برای تله پاتولوژی ثبت شده‌است. با استفاده از فناوری‌های ایجاد شده، خدمات تله پاتولوژی از سال ۱۹۸۹ در اروپا و از سال ۱۹۹۶ در ایالات متحده به‌طور موفقیت‌آمیزی مورد استفاده قرار گرفته‌است. در دهه ۱۹۹۰، ارزش تله پاتولوژی در تشخیص، با انتشار مقاله برجسته ای نشان داده شد که به تفسیر از راه دور هزاران مورد توسط متخصصین در بیمارستان Veterans Affairs (VA) در ایالات متحده اشاره کرده بود. در این بیمارستان از سیستم پویا بدون استفاده از متخصص پاتولوژی در محل، در بخش‌های پاتولوژی بالینی و پاتولوژی آناتومی استفاده شده بود. نتایج به دست آمده در مقایسه با تشخیص با میکروسکوپ نوری مطابقت داشت و همچنین زمان پاسخگویی در پاتولوژی جراحی کاهش یافته بود.
از طرف دیگر با پیشرفت فناوری، تله پاتولوژی نیز در طول زمان دچار تحولات چشمگیری شد. این تحولات با تغییرات در سرویس تله پاتولوژی در ارتش آمریکا نشان داده می‌شود. در سال ۱۹۹۳، مؤسسه پاتولوژی نیروهای مسلح، خدمات مشاوره با تصویربرداری ایستا را آغاز کرد. تا سال ۲۰۰۱، سیستم پویا توسط وزارت دفاع ایالات متحده در برنامه پزشکی از راه دور ارتش به تصویب رسید. در سال ۲۰۰۵، این سیستم‌ها به سیستم تصویربرداری تمام-اسلاید تبدیل شدند. همچنین، FDA در نشستی در سال ۲۰۰۹ به استفاده از تله پاتولوژی برای تشخیص اولیه پرداخت. در سال ۲۰۱۱ سیستم ترکیبی تصویربرداری پویا و تمام-اسلاید معرفی شد. در این راستا در سال ۲۰۱۳ کالج رویال پاتولوژییست‌ها گایدلاین تله پاتولوژی را منتشر کرد و در سال ۲۰۱۴ برای استفاده از سیستم تصویربرداری تمام-اسلاید به روزرسانی شد. با پیشرفت فناوری به خصوص در زمینه سلامت همراه (mHealth) احتمالاً شاهد استفاده بیشتر از تله پاتولوژی با استفاده از ابزارهای همراه (مانند تبلت‌ها، تلفن‌های همراه، عینک‌های قابل پوشش مانند Google Glass) هستیم.

## کاربرد تله پاتولوژی
خدمات پاتولوژی در آزمایشگاه‌ها بر اساس تست‌های آزمایشگاهی و تخصص‌های مورد نیاز به دو بخش اصلی تقسیم می‌شود:
- پاتولوژی آناتومی که شامل پاتولوژی جراحی، سیتوپاتولوژی و اتوپسی می‌باشد.
- پاتولوژی بالینی که شامل شیمی، میکروبیولوژی بالینی، هماتولوژی، سیتوژنتیک، ژنومیک و سم‌شناسی می‌باشد.

گرچه در تمامی این بخش‌ها به عکس‌های دیجیتال نیاز می‌باشد ولی اکثر خدمات تله پاتولوژی در دو حوزه پاتولوژی جراحی و سیتوپاتولوژی انجام شده‌است. تا به امروز، متخصصین پاتولوژی جراحی بیشترین علاقه را به تله پاتولوژی نشان داده‌اند. دسترسی به خدمات پاتولوژی جراحی جهانی بسیار متغیر است. در ایالات متحده، بخش پاتولوژی جراحی در یک مرکز پزشکی آکادمیک شامل زیربخش‌های تخصصی تر مبتنی بر اندام‌های مختلف مانند قلب و مغز می‌باشد. در مقابل، در بسیاری از نقاط جهان، بدون در نظر گرفتن شاخه‌های تخصصی، حتی با کمبود پاتولوژی جراحی عمومی مواجه می‌باشند. جهت نشان دادن فراوانی متخصصین پاتولوژی جراحی در ایالات متحده، برآورد اخیر نشان می‌دهد از ۴۰۰۰۰ تا ۵۰۰۰۰ پاتولوژیست در دنیا تقریباً ۲۰۰۰۰ یعنی ۴۰ درصد آن در ایالات متحده می‌باشند در حالیکه فقط به ۳ درصد از جمعیت جهان خدمت رسانی می‌کنند. با در نظر گرفتن نیاز به مشاوره برای نظر دوم از متخصصین پاتولوژی جراحی آنگاه برای برآورده کردن این نیاز خواستار تعداد بیشتری تله پاتولوژیست خواهیم بود. همچنین، در آینده تله پاتولوژی در فیلد هماتوپاتولوژی بسیار مفید خواهد بود ولی در حال حاضر از نقطه نظر فناوری چالش‌هایی وجود دارد.

## انواع سیستم‌های تله پاتولوژی
در طول دو دهه گذشته، تغییرات قابل ملاحظه ای در فناوری‌های به کار گرفته شده در تله پاتولوژی به وجود آمده‌است. از لحاظ فناوری، سیستم‌های تله پاتولوژی را می‌توان به چهار دسته کلی زیر تقسیم کرد:
- سیستم‌های ایستا (Static or Store-and-forward)
- سیستم‌های پویا (Dynamic or Real-time)
- سیستم‌های تصویربرداری تمام-اسلاید (Whole-slide imaging or WSI)
- سیستم‌های ترکیبی (Hybrid)

### سیستم‌های ایستا
اولین ارتباطات تله پاتولوژی در سطح بین‌المللی بیشتر به روش ایستا انجام می‌شد. در این روش مجموعه ای از تصاویر دیجیتال به تعداد محدود که از قبل گرفته شده‌است از طریق پست الکترونیک یا سرور مشترک ارسال می‌شود. همچنین، همراه با تصاویر در صورت نیاز اطلاعات شناسایی، بالینی، آزمایشگاهی و رادیولوژیکال بیمار به عنوان فراداده ارسال می‌شود. علاوه بر این، در سمت فرستنده نیاز به فردی است که دانش مورد نیاز برای انتخاب نواحی مورد نظر برای تصویربرداری را داشته باشد. از مزایای روش ایستا هزینه پائین برای راه اندازی و نگهداری تجهیزات، مدیریت آسان فایل به دلیل حجم کم تصاویر و نیاز به پهنای باند کم می‌باشد که فاکتورهای بیان شده همگی برای کشورهای با منابع کم بسیار با اهمیت می‌باشد. با این حال، معایب متعددی مانند خطاهای نمونه برداری، محدودیت‌هایی در نماهای مختلف و بزرگنمایی تصاویر وجود دارند که ممکن است دقت تشخیص کم شود.

### سیستم‌های پویا
در سیستم پویا این امکان به پاتولوژیست داده می‌شود که با کنترل میکروسکوپ از راه دور تمام ابعاد اسلاید شیشه ای را در جهات مختلف و با بزرگنمایی مناسب بر اساس انتخاب خود به صورت زنده مشاهده کند. این امر با هدایت اسلاید در محورهای x و y و متمرکز کردن در محور z انجام می‌گیرد. تا دهه ۱۹۹۰، این روش، تله پاتولوژی رباتیک، بسیار رایج بود. با این حال، هزینه بالا، نیاز به پهنای باند وسیع، سخت‌افزار و نرم‌افزار اختصاصی در سمت فرستنده و گیرنده و نبود تعامل پذیری از مواردی است که مانع استفاده آن می‌شود. با توجه به معایب اشاره شده، استفاده از تله میکروسکوپ در کشورهای با اختلاف زمانی و همچنین در کشورهای با زیرساخت‌های ارتباطی محدود تقریباً غیرعملی است و مانع تعاملات بین‌المللی می‌شود.

### سیستم‌های تصویربرداری تمام-اسلاید
روش تصویربرداری تمام-اسلاید در تله پاتولوژی بین‌المللی کاربرد دارد. به خصوص در همکاری‌های پژوهشی و آموزشی در سطح بین‌المللی بسیار مؤثر می‌باشد. این سیستم‌ها با تهیه تصاویر دیجیتال بزرگ، با وضوح و کیفیت بالا از کل اسلایدهای شیشه ای و ذخیره آنها در سرورهای قابل دسترس از طریق وب یا در فضای ابری مشکلات روش‌های ایستا و پویا را برطرف کرد. روش تصویربرداری تمام-اسلاید اجازه دسترسی به کل اسلاید شیشه ای یا مجموعه ای از اسلایدها را در بزرگنمایی‌های مختلف می‌دهد. اسکنرهای کنونی مجهز به این تکنولوژی می‌تواند یک بخش ۱٫۵ × ۱٫۵ سانتی‌متری از بافت را با بزرگنمایی ۲۰ برابر در کمتر از ۱ دقیقه ضبط کند. این قابلیت امکان اسکن کردن حجم زیادی از اسلایدها را فراهم می‌آورد. سرعت مشاهده تصاویر در این روش به‌طور معمول سریع تر از روش تله پاتولوژی پویا است، به ویژه اگر از یک رایانه قدرتمند و سیستم ارتباطی با سرعت بالا استفاده شود. از معایب سیستم مذکور می‌توان به هزینه‌های گران‌قیمت تجهیزات، نیاز به پهنای باند وسیع، فضای ذخیره برای بایگانی فایل‌های حجیم و امکان نمایش فایل‌ها در فرمت‌های مختلف تولید شده می‌باشد.

### سیستم‌های ترکیبی
در روش ترکیبی از رباتیک به همراه تصویربرداری با وضوح بالا به‌طور همزمان می‌توان استفاده کرد که مزایای هر دو روش را شامل می‌شود.

## مزایای تله پاتولوژی
مهم‌ترین دستاورد تله پاتولوژی، هم در سطح بین‌المللی و هم در سطح داخلی، دسترسی از راه دور به متخصصین می‌باشد که منجر به ارائه خدمات مراقبتی بهتر و کاراتر به بیماران می‌شود. مزیت دیگر تله پاتولوژی ارتقاء بهره‌وری عملیاتی است. به‌طور یقین انتقال یک عکس بسیار راحت تر و کم هزینه تر از جا به جایی بیماران یا متخصصین می‌باشد. مطالعات نشان داده‌اند که استفاده از تله پاتولوژی باعث میلیون‌ها دلار صرفه جویی در هزینه‌های سیستم مراقبت بهداشتی شده‌است و دقت در تشخیص و بهره‌وری را بالا برده‌است. در واقع به کمک تله پاتولوژی فرایندهای پر هزینه، ناکارآمد و وقت گیر حمل و نقل اسلایدهای شیشه ای ظریف کاهش می‌یابد. به خصوص برخی کشورها (مانند چین) که انتقال بافت‌های انسانی از مرزهای بین‌المللی ممنوع می‌باشد، تله پاتولوژی تنها راه دستیابی به نظر متخصصین می‌باشد. همچنین در کشورهایی که کمبود متخصص پاتولوژیست وجود دارد بسیار با ارزش می‌باشد. همکاری‌های تله پاتولوژی در سطح بین‌المللی برای کشورهای در حال توسعه سودمند هستند، زیرا امکان به اشتراک گذاری بهترین روش‌های تشخیصی، فرصتی برای ارائه آموزش و پژوهش به وجود می‌آید. علاوه بر این، برای پاتولوژیست‌ها امکان فراهم می‌شود که اگر در مناطق دور و با امکانات کم‌کار می‌کنند بتوانند از طریق تله پاتولوژی آموزش ببینند و نیاز به سفرهای غیرضروری کمتر خواهد شد در نتیجه رضایت شغلی آن‌ها بالاتر می‌رود.

## کلیدهای موفقیت در تله پاتولوژی
عوامل متعددی در موفقیت تله پاتولوژی مؤثر می‌باشد. ذینفعان اصلی این سیستم پاتولوژیست‌ها، مدیران و پرسنل فناوری اطلاعات می‌باشند. پاتولوژیست‌ها کاربران اصلی سیستم‌های تله پاتولوژی، مسلماً مهم‌ترین ذینفعان هستند. از این رو، هر سیستم تله پاتولوژی بایستی به اندازه کافی قابل اعتماد و انعطاف‌پذیر باشد تا بتواند منطبق بر نیازهای آنها عمل کند. سیستم تله پاتولوژی جریان کاری موجود را تغییر می‌دهد؛ لذا سیستم‌های تله پاتولوژی نه تنها بایستی روش کار آسانی داشته باشند، بلکه نیاز است پاتولوژیست‌ها آموزش‌های لازم را دیده باشند. به خصوص برای افرادی که حرفه ای هستند و تمایلی به تغییر در سیستم قدیم ندارند یا ممکن است ترس از تکنولوژی داشته باشند مشکلاتی به همراه دارد. مدیران دیگر ذینفعان این سیستم انتظار دارند تله پاتولوژی مراقبت از بیمار را بهبود بخشد، در حالی که هم‌زمان موجب بهبود عملیات و بازگشت سرمایه شود. فناوری اطلاعات در موفقیت تله پاتولوژی بسیار مهم است تا اطمینان حاصل شود که نیازهای ذخیره‌سازی، سازگاری با سیستم، قابلیت‌های شبکه و مسائل امنیتی به درستی پشتیبانی می‌شود.

## عوامل محدود کننده در تله پاتولوژی
فاکتورهای متعددی ممکن است برای ارائه خدمات تله پاتولوژی یا کیفیت آن محدودیت ایجاد کنند. در کشورهای با درآمد کم یا متوسط موانع مالی و فناوری مانند تأمین منبع برق، پهنای باند قابل اطمینان، زیر ساخت ارتباطی مناسب و تجهیزات مورد نیاز از موانع قابل توجه می‌باشند. در سطح بین‌المللی موانع قانونی، گوناگونی فرهنگ و زبان از موارد مهمی است که سطح عدم اطمینان را افزایش می‌دهد. اخذ رضایت از بیمار به خصوص در کشورهای با نرخ بالای بی سوادی و آشنایی محدود با فناوری چالش‌برانگیز می‌باشد. نگرانی‌های امنیتی مرتبط با داده‌های محرمانه پزشکی در انتقال، پردازش و ذخیره آنها دیگر مانع قابل ملاحظه می‌باشد. تنوع در سیستم‌های پاتولوژی و نبود یک استاندارد مانع تعامل پذیری آنها می‌شود درحالیکه جامعه پاتولوژی سیستمی را به عنوان ارجح بیان نکرده‌است.
ارائه خدمات تله پاتولوژی با کیفیت نیازمند دریافت اطلاعات کامل و با کیفیت می‌باشد. بسیاری از آزمایشگاه‌ها با منابع محدود در تهیه اسلایدهای شیشیه ای با کیفیت و رنگ آمیزی آنها دچار مشکل می‌شوند که این امر کیفیت تصاویر را تحت تأثیر قرار خواهد داد. تضمین کیفیت تصاویر، اتصال قابل اطمینان جهت ارسال، دسترسی پذیری طرفین و پشتیبانی فنی می‌توانند از عوامل مؤثر بر کیفیت خدمات تله پاتولوژی می‌باشند. عدم دسترسی به ابرداده‌هایی مانند اطلاعات بالینی، رادیولوژیکال و سایر اطلاعات مرتبط می‌تواند دقت و صحت تفسیر نهایی پاتولوژیست را کاهش دهد. همچنین کمبود یا نبود نیروی آموزش دیده در زمینه فناوری اطلاعات و نحوه صحیح استفاده از تجهیزات و آشنا با زبان و فرهنگ طرفین هم در سمت فرستنده و هم در سمت گیرنده از دیگر عوامل محدودیت می‌باشد.

## تله پاتولوژی در ایران
منابع موجود حاکی از آن است که هنوز تله پاتولوژی در ایران جایگاه خود را به دست نیاورده است در حالیکه بسیاری از کشورهای با درآمد کم یا متوسط در این عرصه پیشرفت‌های قابل ملاحظه ای داشته‌اند. نیاز به تله پاتولوژی در آموزش، تضمین کیفیت و مشاوره از راه دور با توجه به کمبود امکانات در برخی مناطق و دوری از مراکز وجود دارد که استفاده از تله پاتولوژی می‌تواند حائز اهمیت باشد. تاکنون تلاش‌های محدودی در این زمینه انجام شده‌است. مرکز تله پاتولوژی انستیتو کانسر دانشگاه علوم پزشکی تهران اقدام به راه اندازی سایت تله پاتولوژی بومی (http://www.telepathology.ir) در کشور در سال ۱۳۸۶ کرد که در حال حاضر در دسترس نمی‏‏ باشد. این مرکز در سال‌های ۲۰۰۱ تا ۲۰۰۳ با همکاری پلتفرم تحت وب پاتولوژی (iPATH) دانشگاه بازل سوئیس در زمینه مشاوره از راه دور فعال بود. از دیگر پژوهش‌ها در این زمینه همکاری دپارتمان پاتولوژی دانشگاه علوم پزشکی کرمان با مرکز پاتولوژی برلین، آلمان برای مقایسه نتایج می باشد. دیگر سایت تله پاتولوژی ایران (http://telecases.com) می‌باشد که تحت حمایت مرکز تحقیقات دندانپزشکی و بخش آسیب‌شناسی دهان و فک و صورت در دانشگاه علوم پزشکی تهران بود که مختص به پاتولوژی دهانی می‌باشد. این سایت در سال ۲۰۰۶ در زمینه مشاوره از راه دور فعال بود ولی مورد استقبال متخصصین قرار نگرفت. پژوهش دیگری با همکاری دانشگاه علوم پزشکی مشهد و دانشگاه میامی آمریکا در زمینه تله سیتولوژی انجام شده‌است و همچنین در دانشگاه علوم پزشکی کرمان برای مقایسه روش ایستا با روش معمول میکروسکوپ نوری پژوهشی انجام شده‌است. تمامی این شواهد گواه بر این است که برای موفقیت در زمینه تله پاتولوژی ابتدا بایستی تغییر نگرش نسبت به آن اتفاق بیفتد وگرنه در زمینه دانش و تجهیزات موفقیت‌هایی کسب شده‌است.